# Ivan Derkos
Ivan Derkos (Vukmanić kod Karlovca, 1808. – Zagreb, 1834.), bio je hrvatski pravnik, književnik i kulturni djelatnik, sudionik ilirskog pokreta. Istraživao je hrvatsku državnopravnu tradiciju i dokazivao kako je Hrvatska sačuvala državnu individualnost u savezu s Ugarskom pa je zastupao ideju o formiranju moderne hrvatske građanske države.

## Životopis
Ivan Derkos rodio se u Vukmaniću kod Karlovca, 1808. godine. Klasičnu gimnaziju je pohađao i svršio u Zagrebu 1828. godine. Studirao je u Zagrebu gdje je svršio Humanističke znanosti (1827./28.), filozofiju (1829./30) i pravo (1831./32.). Bio je javni bilježnik u Zagrebu.
Umro je u Zagrebu od sušice, 1834. godine.

## Genius patriae...
Derkos je pisac knjižice "Duh domovine nad sinovima svojim koji spavaju...", koja je izdana 1832. godine u Zagrebu na latinskome jeziku kao Genius patriae super dormientibus suis filiis: seu Folium patrioticum, pro incolis regnorum Croatiae, Dalmatiae & Slavoniae, in excitandum excolendae lingvae patriae studium u 250 primjeraka. Pisana je latinskim jezikom jer je bila namijenjena najobrazovanijim krugovima koji bi značenje jezika za narodnu opstojnost prvi morali shvatiti. Ta mala knjižica pripada među najznamenitije preporodne knjige a "njegove ideje nisu bile samo smjele nego upravo vidovite". U njoj Derkos govori da je trojedina kraljevina nekoć bila jedno, da Hrvati trebaju njegovati svoj jezik isto kao Mađari i drugi narodi. Zalagao se za stvaranje jedinstvenoga hrvatskog književnog jezika, u kojem bi se spajala sva tri njegova podnarječja.

## Genius patriae...izdanja
- Genius patriae super dormientibus suis filiis: seu Folium patrioticum pro incolis regnorum Croatiae, Dalmatiae, & Slavoniae, in excitandum, excolendae lingvae patriae studium / a Joanne Derkoosz. - Zagrabiae : Typis Francisci Suppan, 1832.[7]
- Duh domovine nad sinovima svojim, koji spavaju ili: list domovinski za stanovnike kraljevina Hrvatske, Slavonije i Dalmacije, da ih potakne na izučavanje i njegovanje domaćega jezika / napisao Ivan Derkos, (s latinskoga preveo Stjepan Ortner), Anton Scholz, Zagreb, 1897.[8]
- Genius patriae super dormientibus suis filiis... 1832. / Ivan Derkos. // kao dio knjige Građa za povijest književnosti hrvatske, knj. 12 (1933.) / uredio Franjo Fancev
- Duh domovine nad sinovima svojim koji spavaju, kao dio knjige Hrvatski narodni preporod I, Pet stoljeća hrvatske književnosti, knj. 28, Zora, Matica hrvatska, Zagreb, 1965. (priredio Jakša Ravlić)
- Genius patriae, Matica hrvatska, Karlovac, 1996.[9]